# 内藤マーシー
内藤 マーシー（ないとう マーシー、1990年4月21日 – ）は、日本の漫画家。京都府南丹市園部町出身。京都造形芸術大学キャラクターデザイン学科出身。
目が大きなデフォルメされた黒猫を自画像としている。

## 来歴
京都府立亀岡高校美術・工芸専攻から京都造形芸術大学へ進学。
2017年、26歳の時に『今日も京都て』が第98回週刊少年マガジン新人漫画賞特別奨励賞を受賞。『芸術せんせいしょん!』が第99回週刊少年マガジン新人漫画賞佳作を受賞。
2019年、『雨と一緒に』が「ジャンプルーキー!」 2019年11月期ブロンズルーキー賞を受賞。
2020年、『週刊少年マガジン』（講談社）2021年1号に掲載された読み切り『甘神さんちの縁結び』が好評を博して連載化され、同誌2021年21号より連載開始。2024年10月から2025年3月にかけて連続2クールでテレビアニメ化された。

## 作品リスト
- 今日も京都て（『マガメガ』2017年[8]）
- 芸術せんせいしょん！（『マガジンポケット』2017年12月15日[8]）
- 雨と一緒に（『少年ジャンプ＋』2019年11月）
- 『甘神さんちの縁結び』講談社〈講談社コミックス〉既刊21巻（2025年8月12日現在）
  - 読み切り版（『週刊少年マガジン』2021年1号[10]）
  - 連載版（『週刊少年マガジン』2021年21号[12] - 連載中）
- ウチの娘は、彼氏が出来ない!!（テレビドラマ、2021年）劇中漫画[12]

## 関連人物
春場ねぎ
『五等分の花嫁』の連載時、アシスタントを務めた。